# Be My Baby
Be My Baby is een single van de Amerikaanse meidengroep The Ronettes uit 1963. Het stond in 1964 als zevende track op het album Presenting the Fabulous Ronettes Featuring Veronica.

## Achtergrond
Be My Baby is geschreven door Phil Spector, Jeff Barry, Ellie Greenwich en geproduceerd door Phil Spector. Nadat eerdere opnames van liedjes geproduceerd door Spector niet werden uitgegeven, werd Be My Baby geschikt geacht als hit. Het is de grootste hit van The Ronettes. In de Verenigde Staten bereikte het de hoogste positie in een hitlijst met een tweede plaats. Daarnaast was er een vierde plaats in het Verenigd Koninkrijk en Vlaanderen en een vijftiende plaats in Wallonië. Daarnaast waren er noteringen in Noorwegen, Duitsland en Frankrijk.

## Covers
Het nummer is over de jaren heen meermaals gecoverd. De Franstalige versie van Les Surfs getiteld "Reviens vite et oublie" kwam in 1963 in Wallonië tot de 17e plaats, hun Spaanstalige versie ("Tú serás mi baby") bereikte in 1964 de nummer-1 positie in Spanje. Frank Alamo deed het in 1963 met de Franstalige versie van Les Surfs nog beter met de vierde plaats in de Waalse hitlijst. In 1970 coverde Andy Kim het nummer waarmee hij op de veertiende plek in de Duitse hitlijst kwam. Shaun Cassidy kwam in 1976 eveneens de Duitse hitlijst in, met een 39e plek. In 1987 kwam Sheila met een andere Franse versie getiteld "Comme aujourd'hui". Deze versie kwam tot de 37e positie in de Franse hitlijst. In 1988 brachten Grant & Forsyth het uit als single met dubbele A-kant in combinatie met "The Sun Ain't Gonna Shine Anymore", die tot de vijftiende plaats in de Nederlandse Top 40 kwam. De band The Teen Queens kwamen in 1992 tot de zesde positie van de Australische hitlijst met Be My Baby. Er was ook succes in de Single Top 100 voor Anny & José, waar het in 2009 kwam tot een 93e plek.

## In populaire media
Be My Baby is ook meerdere keren in films gebruikt. Twee bekende films waar het in gebruikt is, zijn Dirty Dancing uit 1987 en Quadrophenia uit 1979.

## NPO Radio 2 Top 2000
Be My Baby stond alleen in 2000 in de NPO Radio 2 Top 2000, op plek 1587.